# حمام نعمت‌آباد
حمام نعمت‌آباد مربوط به دوره قاجار است و در شهرستان تبریز، بخش مرکزی، دهستان میدان چائی، روستای نعمت‌آباد واقع شده و این اثر در تاریخ ۷ خرداد ۱۳۸۷ با شمارهٔ ثبت ۲۲۸۴۹ به‌عنوان یکی از آثار ملی ایران به ثبت رسیده است.